# Белоусово (Воскресенский район)
Белоу́сово — деревня в Воскресенском районе Нижегородской области. Входит в состав Глуховского сельсовета.

## География
Населённый пункт основан на реке Уста, при впадении в неё притока Кузиха. Приток отделяет Белоусово от деревни Уста.
Деревня находится в 17 км от Воскресенского, 9 км от Глухова.

## История
На картах генерального межевания конца XVIII век после передела границ в 1775—1778 гг. деревня уже обозначена.
Также, согласно Топографическим межевым атласам Менде А. И. 1850-х гг. деревня обозначена как довольно большой населённый пункт для того времени, насчитывавший 60 дворов.
Деревня Белоусово относилась к Глуховской волости, Макарьевского уезда Нижегородской губернии
Последний владелец до революции — Кондратьева-Барбашева.

## Население
| 1859 | 1925 | 1999 | 2002 | 2010 |
| ---- | ---- | ---- | ---- | ---- |
| 414  | ↗506 | ↘96  | ↗107 | ↘50  |

Распространенные фамилии — Кучумовы, Ручины, Сауковы.
Гендерный состав
по описи населённых мест Нижегородской губернии Макарьевского уезда от 1859 года деревня Белоусово имело 60 дворов с 414 жителями, 181 человек мужского пола и 233 женского пола.

## Известные уроженцы
Большаков Михаил Васильевич (1903, Белоусово — 1991, Москва) — советский разведчик.

## Инфраструктура
Личное подсобное хозяйство.
В 1859 года 60 дворов, в 1911 году 94 двора.

## Транспорт
Автодорога местного значения 22Н-1664 «Глухово — Белоусово» (идентификационный номер 22 ОП МЗ 22Н — 1664) протяженностью 5,369 км (Постановление Правительства Нижегородской области от 27.05.2008 N 207 (ред. от 13.08.2019) «Об утверждении Перечня автомобильных дорог общего пользования регионального или межмуниципального значения, находящихся в государственной собственности Нижегородской области»).